# Lasiopezus variegator
Lasiopezus variegator är en skalbaggsart som först beskrevs av Johan Christian Fabricius 1781.
Lasiopezus variegator ingår i släktet Lasiopezus och familjen långhorningar. Artens utbredningsområde är Gabon, Ghana, Niger, Senegal och Togo. Inga underarter finns listade i Catalogue of Life.